# Gewürzsträucher
Die Gewürzsträucher (Calycanthus) sind eine Pflanzengattung innerhalb der Familie der Gewürzstrauchgewächse (Calycanthaceae). Von den nur vier Arten kommt eine in China vor und drei Arten sind im gemäßigten westlichen und südöstlichen Nordamerika verbreitet.

## Beschreibung und Ökologie

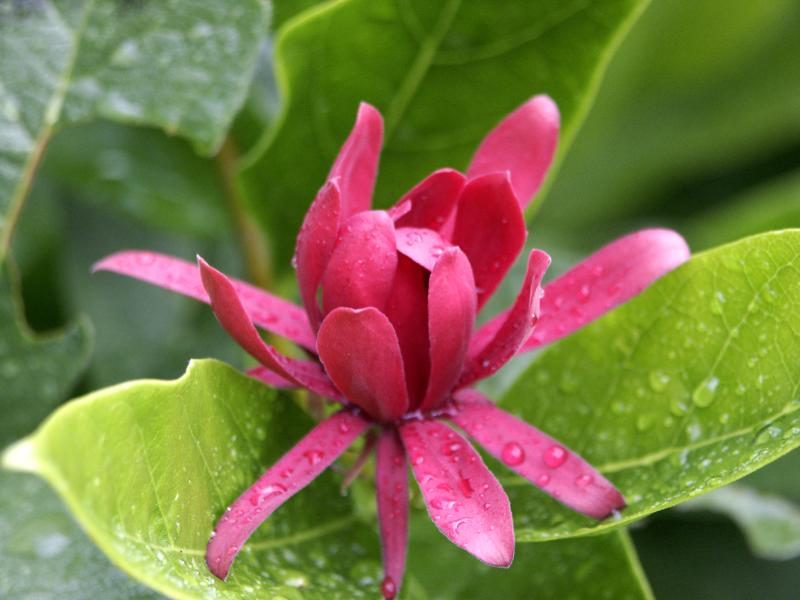
Blüte des Kalifornischen Gewürzstrauches (Calycanthus occidentalis)

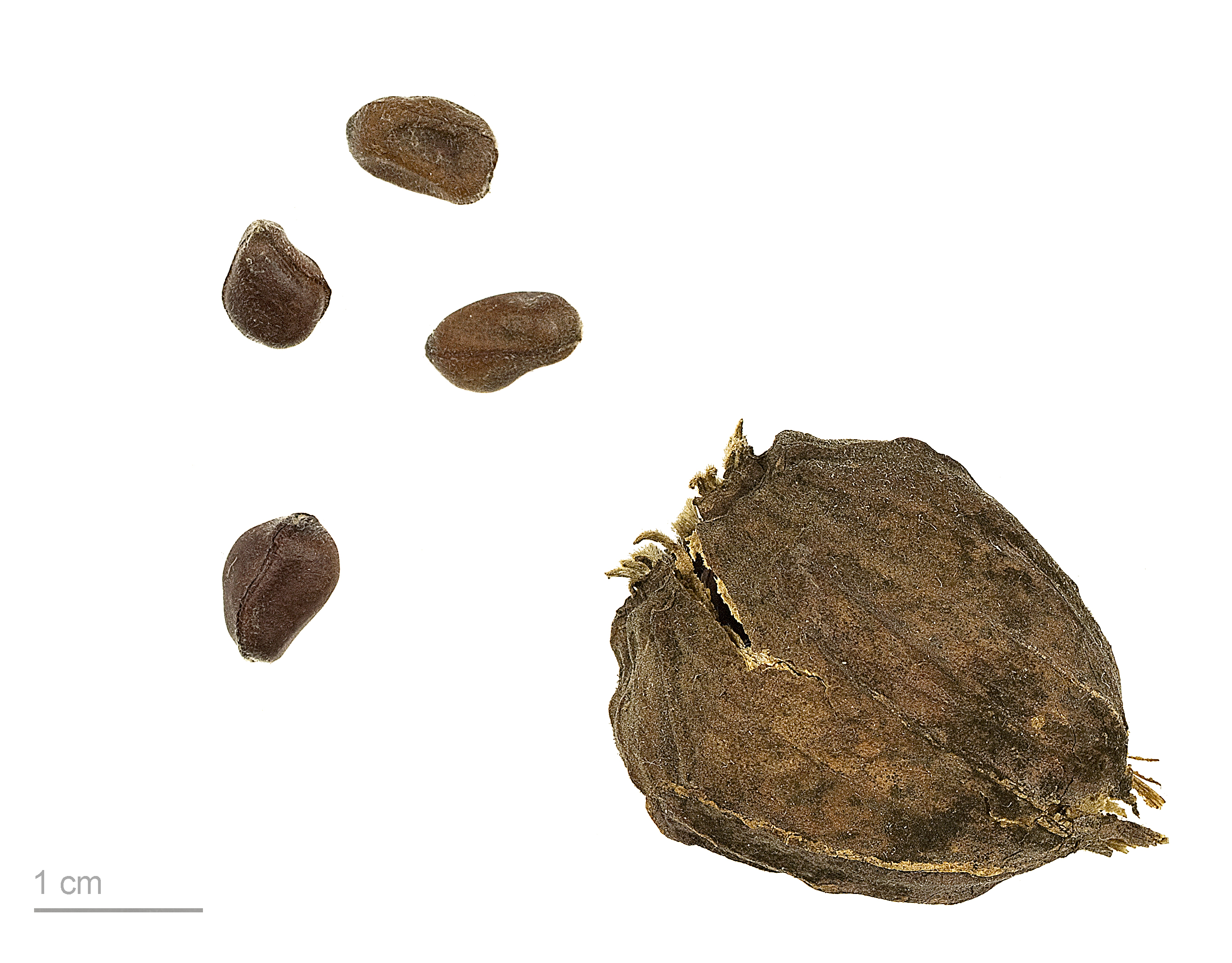
Frucht und Samen des Echten Gewürzstrauches (Calycanthus floridus)

Es sind laubwerfende, verholzende Pflanzen, die zu kleinen Sträuchern heranwachsen und Wuchshöhen von 2 bis 4 Meter erreichen. Die gegenständigen Laubblätter sind 5 bis 15 Zentimeter lang und 2 bis 6 Zentimeter breit.
Die Blüten erscheinen im frühen Sommer nach den Laubblättern und stehen einzeln an den Enden von beblätterten Kurztrieben. Die duftenden Blüten weisen einen Durchmesser von 4 bis 7 Zentimetern auf. Die zwittrigen Blüten sind spiralig aufgebaut mit einer deutlich hohlen, also eingesenkten Blütenachse, auch als Blütenbecher (Hypanthium) bezeichnet. Die Blüten haben einen relativ ursprünglichen Aufbau. Die Bestäubung erfolgt hauptsächlich durch Käfer (Cantharophilie).
Die behaarten, bei Reife dunkel rötlich-braunen Früchte sind bei einer Länge von 5 bis 7 Zentimetern zylindrisch und enthalten zahlreiche Samen.

## Systematik und Verbreitung
Die Gattung Calycanthus wurde 1759 durch Carl von Linné aufgestellt. Der Gattungsname Calycanthus ist aus den griechischen Wörtern kályx für bedecken, Kelch und anthos für Blüte abgeleitet. Synonyme für Calycanthus L. nom. cons. sind: Butneria Duhamel nom. rej., Basteria Mill., Beureria Ehret nom. rej., Pompadoura Buc'hoz ex DC. nom. inval., ×Sinocalycalycanthus F.T.Lass. & Fantz, Sinocalycanthus (W.C.Cheng & S.Y.Chang) W.C.Cheng & S.Y.Chang.
Die Gattung Calycanthus gehört zur Unterfamilie Calycanthoideae innerhalb der Familie der Calycanthaceae.
Die Gattung Calycanthus enthält vier Arten:
- Calycanthus brockianus R.J.Ferry & R.J.Ferry f.: Sie kommt im nördlichen und zentralen Georgia vor.[3]
- Chinesischer Gewürzstrauch[4] (Calycanthus chinensis (W.C.Cheng & S.Y.Chang) W.C.Cheng & S.Y.Chang ex P.T.Li, Syn.: Sinocalycanthus chinensis W.C.Cheng & S.Y.Chang), Isonym Calycanthus chinensis (W.C.Cheng & S.Y.Chang) P.T.Li: Morphologische und molekulare Daten zeigen, dass diese Art zu Calycanthus gehört. Sie gedeiht unter Bäumen nur in der chinesischen Provinz in der Nähe von Fließgewässern in bergigen Gebieten in Höhenlagen von 600 bis 1000 Metern nur im nördlichen Teil der chinesischen Provinz Zhejiang (nur in Lin’an, Tiantai).[5]
- Echter Gewürzstrauch[4] (Calycanthus floridus L., Syn.: Calycanthus glaucus Willd., Calycanthus fertilis Walter, Calycanthus nanus (Loiseleur-Deslongchamps) Small, Calycanthus mohrii (Small) Pollard): Es ist ein sommergrüner Strauch, der als Zierpflanze verwendet wird, andere deutsche Trivialnamen: Karolina-Nelkenpfeffer, Blütenreicher Gewürzstrauch, Weinröschen, Erdbeerstrauch. Die zwei Varietäten sind im gemäßigten, hauptsächlich südöstlichen Nordamerika verbreitet.[2]
- Kalifornischer Gewürzstrauch[4] (Calycanthus occidentalis Hook. & Arn.): Er gedeiht in Höhenlagen 200 bis 1600 Metern im nördlichen sowie zentralen Kalifornien[3] und in Washington.[2]

## Nutzung und Inhaltsstoffe
Gewürzsträucher werden als Zierpflanzen für Parks und Gärten verwendet.
Calycanthus-Arten enthalten Calycanthin, ein dem Strychnin ähnliches Alkaloid, das giftig ist.
Die Rinde von Calycanthus floridus hat einen starken, kampferartigen Geruch, der vor allem dann auffällt, wenn die Zweige verletzt werden. Zweige behalten diesen Geruch selbst wenn sie für mehrere Jahre in einer trockenen Umgebung aufbewahrt werden. Die Rinde von Calycanthus floridus wird getrocknet verwendet als Gewürz, es ist ein Ersatz für Zimt. Dabei ist zu beachten, dass die Calycanthus-Arten giftig sind. Da die Blätter von Calycanthus floridus etwas Kampfer enthalten, werden sie zur Abwehr von Insekten, als Parfum und zur Desinfektion verwendet. Von Calycanthus occidentalis wird aus den Blüten ein Farbstoff gewonnen und es werden aus den Zweigen Körbe hergestellt. Gewürzstrauchöl, das aus den Blüten gewonnen wird, wird in einigen Parfüms verwendet.